# Samuel Marx (producteur)
Pour les articles homonymes, voir Samuel Marx.
Samuel Marx est un producteur et scénariste américain né le 26 janvier 1902 et mort le 2 mars 1992 à Los Angeles.

## Filmographie
- 1937 : Secrets de famille (A Family Affair) de George B. Seitz
- 1951 : J'épouse mon mari (Grounds for Marriage) de Robert Z. Leonard
- 1952 : Aveux spontanés (Assignment - Paris!) de Robert Parrish